# Лудвиг Крафт фон Насау-Саарбрюкен
Лудвиг Крафт фон Насау-Саарбрюкен (на немски: Ludwig Crato (Krafft) von Nassau-Saarbrücken; */ 28 март 1663, Саарбрюкен; † 14 февруари 1713, Саарбрюкен) е граф на Насау-Саарбрюкен (1677 – 1713).

## Живот
Той е син на граф Густав Адолф фон Насау-Саарбрюкен (1632 – 1677) и графиния Елеанора Клара фон Хоенлое-Нойенщайн (1632 – 1709), дъщеря на граф Крафт VII фон Хоенлое-Нойенщайн-Вайкерсхайм.
През 1677 г. наследява баща си, като поема графството Насау-Саарбрюкен. След смъртта си обаче, графството е поето от брат му Карл Лудвиг, поради причината, че Лудвиг Крафт не е имал жив наследник, или по точно единственият такъв умира още на ранна възраст.

## Фамилия
Лудвиг Крафт се жени на 25 април 1699 г. в Саарбрюкен за графиня Филипина Хенриета фон Хоенлое-Лангенбург (* 15 ноември 1679, Лангенбург; † 14 януари 1751, Бергцаберн), дъщеря на Хайнрих Фридрих фон Хоенлое-Лангенбург и графиня Юлиана Доротея фон Кастел-Ремлинген. Те имат осем деца от нея:
- Елиза (1700 – 1712)
- Елеанора Доротея (1701 – 1702)
- Хенриета (1702 – 1769)
- Каролина (1704 – 1774), омъжена 1719 за Кристиан III фон Цвайбрюкен (1674 – 1735)
- Луиза Хенриета (1705 – 1766), омъжена 1719 за Фридрих Карл фон Щолберг-Гедерн (1693 – 1767)
- Елеанора (1707 – 1769), омъжена 1723 за Лудвиг фон Хоенлое-Лангенбург (1696 – 1765)
- Лудвиг (1709 – 1710)
- Кристиан (1711 – 1712)